# Nathan Milstein
Nathan Mironovič Milstein (Odessa, 31 dicembre 1903 – Londra, 21 dicembre 1992) è stato un violinista russo naturalizzato statunitense di etnia ebrea.

## Biografia
Nacque a Odessa, che allora faceva parte del Impero russo (ora in Ucraina), quarto di sette figli di una famiglia ebrea di estrazione borghese. Da bambino, la madre lo obbligò a prendere lezioni di violino. Studiò a Odessa con Pëtr Stoljarskij (maestro anche di David Ojstrach). A 11 anni, Leopold Auer lo invitò a essere suo allievo al Conservatorio di San Pietroburgo. Fu l'ultimo allievo di Auer a esibirsi attivamente.
Quando Auer andò in Norvegia, nel 1917, Milstein tornò a Odessa. Nel 1921 andò a Kiev e incontrò Vladimir Horowitz, con il quale suonò e costruì una solida amicizia. Nel 1925 il duo viaggiò in tour per l'Europa Occidentale. Durante questo periodo Milstein divenne anche un allievo di Eugène Ysaÿe per qualche mese. In seguito si stabilì a New York, pur con continue tournée in tutta l'Europa, e prese la cittadinanza statunitense nel 1942. Nel 1929 tenne il primo concerto nella Symphony Hall dell'American Academy of Music di Filadelfia diretto da Leopold Stokowski.
Per il Teatro La Fenice di Venezia nel 1930 eseguì il Concerto per violino e orchestra in Mi minore di Felix Mendelssohn diretto da Riccardo Zandonai, nel 1937 (24 dicembre) tenne un suo concerto presso la Sala di Santa Cecilia a Roma, come altre volte nel passato; nel 1959 il Concerto per violino e orchestra di Johannes Brahms, nel 1960 un recital nella Sala dello Scrutinio di Palazzo Ducale a Venezia, nel 1964 e nel 1965 un nuovo concerto.
Al Teatro alla Scala di Milano nel 1952 e nel 1953 tenne un recital, nel 1954 il Concerto per violino e orchestra op. 64 di Mendelssohn, nel 1955 il Concerto in Sol minore di Max Bruch, nel 1956 il Concerto per violino e orchestra di Antonin Dvořák diretto da Pierre Monteux, nel 1958 ancora il Concerto per violino e orchestra op. 64 di Mendelssohn, nel 1959 il Concerto per violino e orchestra di Beethoven diretto da Lorin Maazel, nel 1960 il Concerto per violino e orchestra di Brahms e infine, nel 1961, ancora il Concerto in Sol minore di Bruch.
A Salisburgo suonò nel 1954 e nel 1955 in concerto con il pianista Eugenio Bagnoli, nel 1956 tenne un recital sempre accompagnato da Bagnoli, nel 1957 due Sonate e una Partita di Johann Sebastian Bach e il Concerto per violino di Mendelssohn con la Berliner Philharmonisches Orchester diretta da George Szell, nel 1961 il Concerto per violino e orchestra n. 5 di Mozart diretto da Karl Böhm e due Partite e una Sonata di Bach, nel 1963 il Concerto per violino e orchestra di Brahms con i Wiener Philharmoniker diretti da Zubin Mehta, nel 1966 il Concerto per violino e orchestra di Brahms con la Berliner Philharmoniker diretta da Georges Prêtre e due Sonate e una Partita di Bach.
Al Grand Théâtre di Ginevra tenne due recital nel 1982 e nel 1987.
È considerato uno dei maggiori violinisti del ventesimo secolo e fu conosciuto specialmente per le sue esecuzioni delle sonate per violino solo di Bach e di opere romantiche. È conosciuto anche per la sua lunga carriera: suonò in pubblico fino a più di 80 anni, prima di ritirarsi per una frattura a una mano.
Milstein fu anche trascrittore e compositore, avendo arrangiato molte opere per violino e scritto le cadenze per i concerti di Mozart, Beethoven, Brahms e Paganini. Una delle sue composizioni più conosciute è la Paganiniana per violino solo (1944c).
È stato descritto come il "violinista del ventesimo secolo più vicino alla perfezione".. Ha ricevuto un Grammy Award nel 1975 e fu premiato della Legione d'Onore in Francia nel 1968.
Nel settembre del 1986 gli è stato conferito al Teatro La Fenice di Venezia il premio "Una vita per la musica" durante il suo recital trasmesso da Rai 1. È morto a Londra dieci giorni prima del suo ottantanovesimo compleanno.

## CD parziale
- The Very Best of: Nathan Milstein - EMI
- Milstein, Ciaikovsky/Geminiani/Schubert/Liszt/Kodaly - Abbado/WPO/Pludermacher, 1973/1975 Deutsche Grammophon
- Bach, Partitas for Unaccompanied Violin - Milstein, EMI - Grammy Award for Best Instrumental Soloist Performance (without orchestra) 1976
- Bach, Sonatas for Unaccompanied Violin - Nathan Milstein, EMI
- Bach, Sonatas & Partitas - Nathan Milstein, EMI
- Bach, Sonatas and Partitas - Nathan Milstein, 1975 Deutsche Grammophon
- Beethoven & Brahms: Violin Concertos - Nathan Milstein/Pittsburgh Symphony Orchestra/Wilhelm Hans Steinberg, EMI Great Recordings of the Century
- Brahms, Mendelssohn, Tchaikovsky & Beethoven: Great Violin Concertos - Nathan Milstein/Pinchas Zukerman, 1998 Deutsche Grammophon
- Tchaikovsky, Violin Concertos & Encores - Claudio Abbado/Nathan Milstein, Deutsche Grammophon
- Mendelssohn Ciaikovsky, Conc. vl. - Milstein/Abbado/WPO, 1972/1973 Deutsche Grammophon

## Scritti
- Nathan Milstein, Préface [1987] in Laurence Winthrop-Michael Winthrop, Arthur Grumiaux, Gloire de l'école belge du violon, Éditions Payot, Lausanne 1996, pp. 9-10
- Nathan Milstein-Solomon Volkov, From Russia to the West: The Musical Memoirs and Reminiscences of Nathan Milstein, London, Barrie & Jenkins Ltd., 1990; New York, Limelight, 1991; tr. it. di Annamaria Gallo,  Dalla Russia all'Occidente. Memorie musicali e altri ricordi di Nathan Milstein, edizione italiana a cura di Alberto Cantù, Milano, Bracco S.p.A.-Nuove Edizioni, 1997